# Войводень (Брашов)
Войводень, Войводені (рум. Voivodeni) — село у повіті Брашов в Румунії. Входить до складу комуни Войла.
Село розташоване на відстані 177 км на північний захід від Бухареста, 59 км на захід від Брашова, 147 км на південний схід від Клуж-Напоки.

## Населення
За даними перепису населення 2002 року у селі проживала 521 особа, усі — румуни. Усі жителі села рідною мовою назвали румунську.